# Летник (приток Подчерья)
Летник — река в России, протекает по территории Вуктыльского округа в Республике Коми. Устье реки находится в 42 км по правому берегу реки Подчерье. Длина реки составляет 27 км. В 6 км от устья, по левому берегу реки впадает река Асыввож.
Исток реки в болотах к югу от холма Верх Катя-Ёль (226,5 м НУМ) в 30 км к северо-востоку от села Подчерье. Исток находится на водоразделе с бассейном Щугора. Река течёт на юг, русло сильно извилистое. Всё течение проходит по холмистой ненаселённой тайге предгорий Северного Урала. Ширина реки на всём протяжении не превышает 10 метров.

## Данные водного реестра
По данным государственного водного реестра России относится к Двинско-Печорскому бассейновому округу, водохозяйственный участок реки — Печора от водомерного поста у посёлка Шердино до впадения реки Уса, речной подбассейн реки — бассейны притоков Печоры до впадения Усы. Речной бассейн реки — Печора.
Код объекта в государственном водном реестре — 03050100212103000061906.